# Bitva o Penzu
Bitva o Penzu byla jednou z bitev svedených československými legiemi během ruské občanské války. 

## Průběh

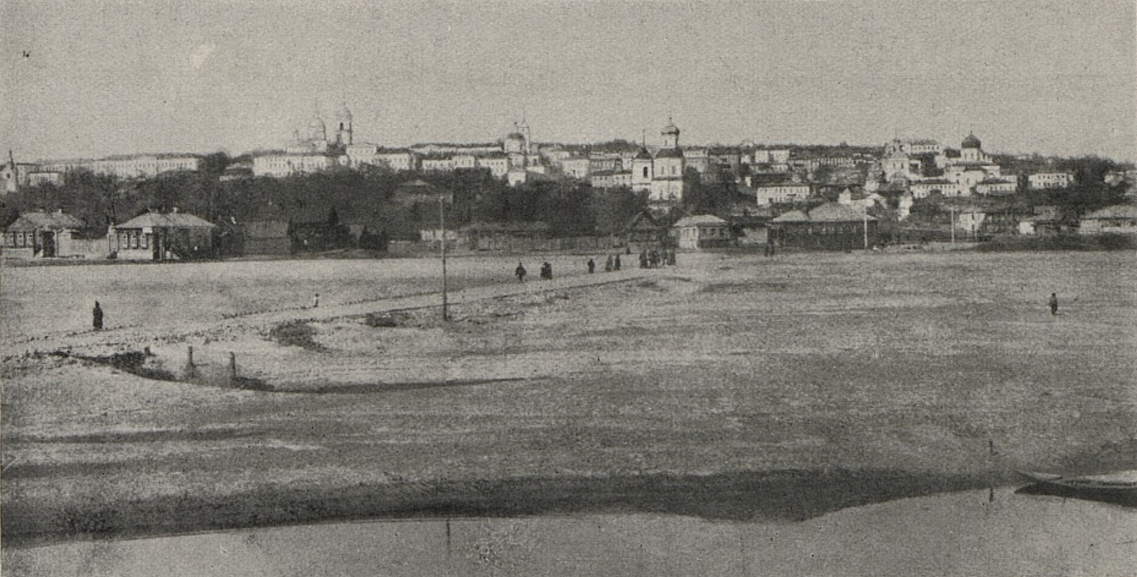
Penza v roce 1918 (foto z legionářského archivu)

Byla jednou z reakcí na zachycené výhrůžné telegramy komisaře Aralova a Trockého československým legionářům po Čeljabinském incidentu, v průběhu Prvního sjezdu Československého vojska na Rusi. Předcházelo jí dvojí dobytí Čeljabinska (velitel 3. pluku čs. legií Sergej Vojcechovský) a další první boje československých legií na magistrále s bolševiky útočícími na československé odzbrojené vlaky. Posilový vlak ozbrojených bolševiků byl na penzenském nádraží legionáři paralyzován ještě před bitvou. 
Bitva o Penzu začala 28. května, kdy si Československé legie zajsitily předpolí města. Samotný boj o město proběhnul 29. května.
Bitvy se zúčastnilo na sovětské straně asi 200 českých komunistů z 1. česko-slovenského revolučního pluku. Plně bojeschopné části pluku ale odjely do Saratova, aby potlačily tamní povstání. Češi a Slováci, kteří na straně komunistů bránili Penzu před útokem československých legionářů, však přesto tvořili podstatnou část bojové síly penzenského sovětu.